# Revol Bunin

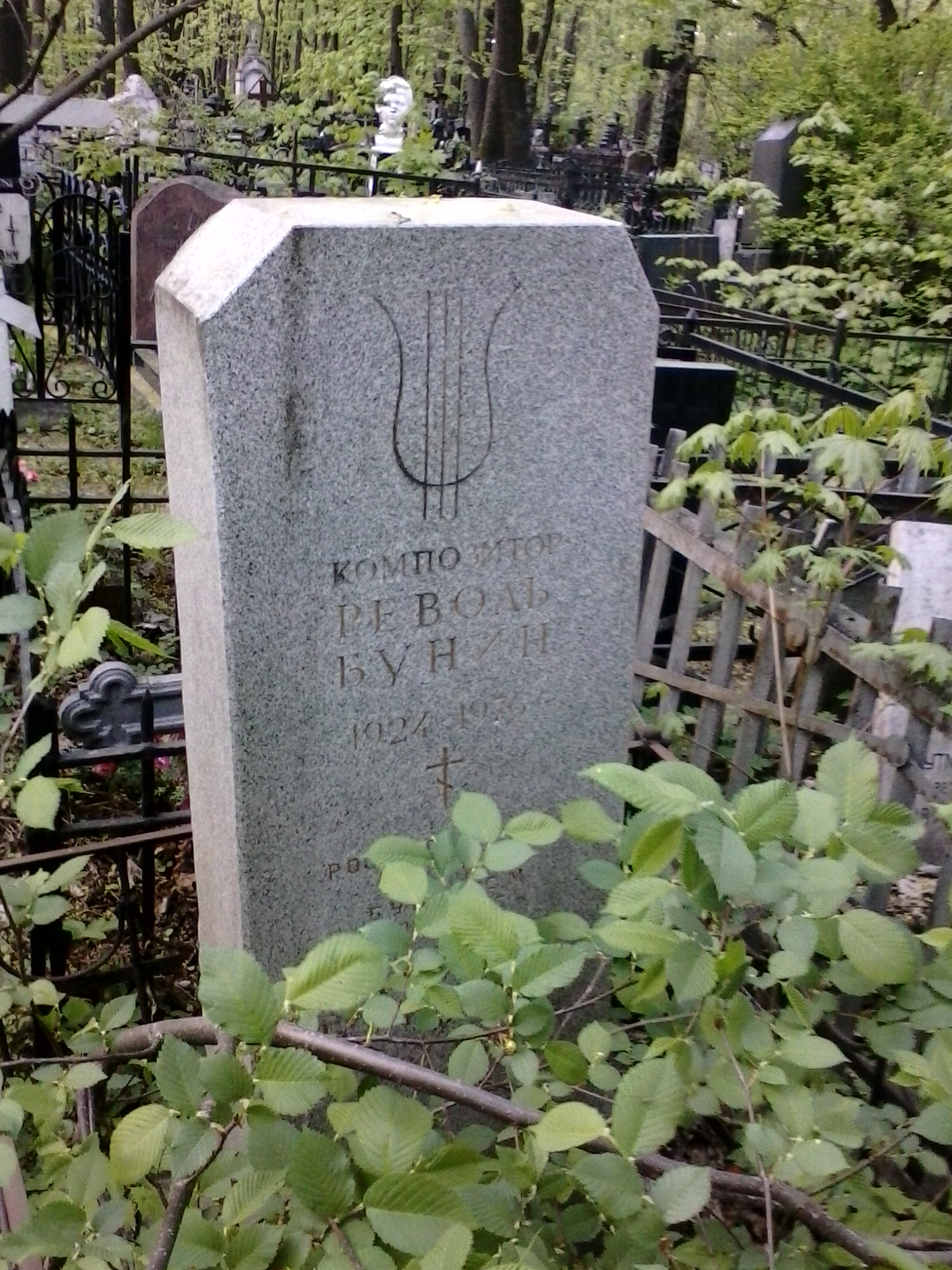
Lápida de Revol Samoilovich Bunin en Moscú

Revol Samoilovich Bunin (Moscú, 6 de abril de 1924 - ibídem, 3 de junio de 1976) fue un compositor ruso.

## Biografía
Revol Samoilovich Bunin nació el 6 de abril de 1924 en Moscú (entonces parte de la Unión Soviética) en una familia de revolucionarios. Su padre era miembro del Partido Comunista desde antes de la Revolución. En 1941 fue aceptado en el Conservatorio de Moscú, donde estudió con Vissarion Shebalin, entonces director del conservatorio y, a partir de 1943, con Dmitri Shostakóvich, que acababa de ingresar como profesor en el Conservatorio de Moscú tras ser evacuado de Leningrado. Bunin se graduó con honores en 1945.
En 1947, acabada la Segunda Guerra Mundial, se incorporó como profesor al Conservatorio de Leningrado y colaboró como coasistente con Shostakóvich, que había vuelto a su antiguo puesto. En 1948 volvió a Moscú para trabajar en la editorial estatal de música. Ese mismo año, algunos compositores soviéticos fueron acusados de "formalistas", entre ellos Shostakovich, que perdió su plaza en Leningrado. Bunin, como coasistente, fue declarado persona non-grata y tuvo que trabajar escribiendo partituras para otros compositores, que sólo tenían que firmarlas para hacerlas pasar por suyas, a cambio de una parte de los ingresos. Esta fue una práctica muy extendida en la Unión Soviética. Su música ganó varias veces el Premio Stalin pero su nombre nunca apareció en los premios.
Falleció el 3 de junio de 1976 en Moscú y fue enterrado en dicha ciudad. No tuvo hijos y nunca llegó a formar parte del Partido Comunista, cosa que rechazaba.
El grueso de su obra lo forman 10 sinfonías.